# Rafael Silva
Rafael Silva (sinh ngày 4 tháng 4 năm 1992) là một cầu thủ bóng đá người Brasil.

## Sự nghiệp câu lạc bộ
Rafael Silva đã từng chơi cho Albirex Niigata và Urawa Reds.